# Gare de Ranspach
Gare de Ranspach – przystanek osobowy w miejscowości Ranspach, w departamencie Górny Ren, w regionie Grand Est, we Francji. Jest zarządzany przez SNCF i obsługiwany przez pociągi TER Grand Est.

## Położenie
Znajduje się na linii Lutterbach – Kruth, na km 24,139 między stacjami Saint-Amarin i Wesserling, na wysokości 432 m n.p.m.

## Linie kolejowe
- Linia Lutterbach – Kruth